# المهتدي بالله البلقيه
المهتدي بالله البلقيه (17 فبراير 1974 -)، ولي العهد في سلطنة بروناي. وهو الابن الأكبر للسلطان حسن البلقيه والملكة صالحة. صدر الأمر السلطاني بتعيينه وليًا للعهد في 10 أغسطس 1998.